# (31823) Viète
(31823) Viète – planetoida z pasa głównego asteroid okrążająca Słońce w ciągu 4 lat i 200 dni w średniej odległości 2,74 j.a. Została odkryta 4 października 1999 roku w obserwatorium astronomicznym w Prescott przez Paula Combę. Nazwa planetoidy pochodzi od François Viète’a (1540–1603), francuskiego prawnika i matematyka. Przed jej nadaniem planetoida nosiła oznaczenie tymczasowe (31823) 1999 TN3.